# Encyclopedia of Ukraine

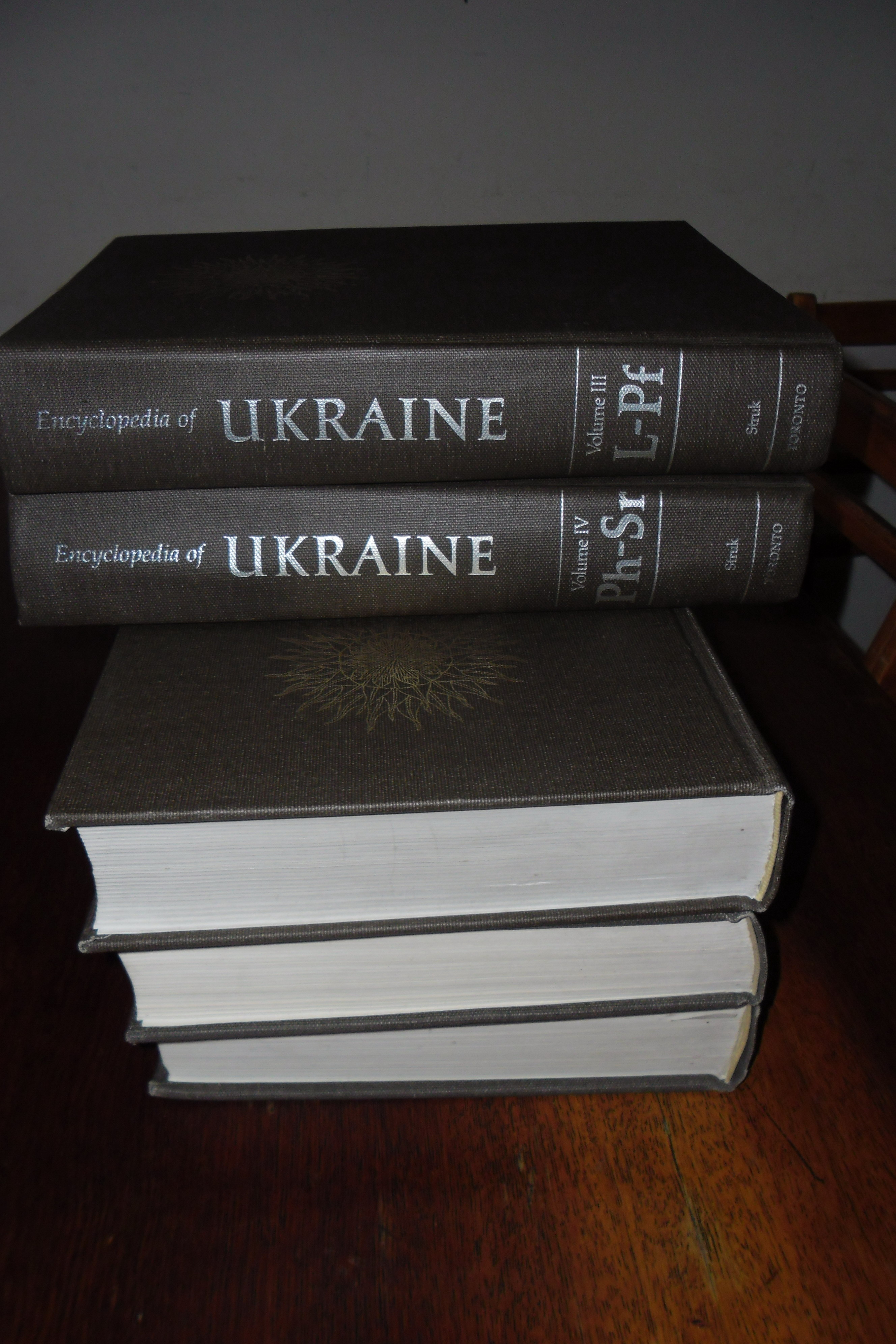
Encyclopedia of Ukraine

Die Encyclopedia of Ukraine (ukrainisch Енциклопедія українознавства, deutsch Enzyklopädie der Ukraine) ist eine zwischen 1984 und 1993 in englischer Sprache veröffentlichte Enzyklopädie über die Ukraine, deren Geschichte, Persönlichkeiten, Geographie, Wirtschaft und Kultur.
Die fünfbändige Enzyklopädie ist mit über 23.500 Artikeln mit 3270 Abbildungen, Fotos, Karten, Diagrammen und Tabellen die umfassendste Arbeit in englischer Sprache über die Ukraine.
Bisher sind fünfundzwanzig Prozent dieser Informationen in der Internet Encyclopedia of Ukraine verfügbar.
Sie wurde 1976 von dem ukrainischen Historiker, Ethnograph, Geograph und Lexikograph Wolodymyr Kubijowytsch initiiert und zwischen 1984 und 1993 vom Canadian Institute of Ukrainian Studies (CIUS) in Toronto, Kanada (University of Toronto Press) veröffentlicht.
An der Erstellung der Enzyklopädie haben sich zahlreiche, über die gesamte westliche Welt verstreute Wissenschaftler der ukrainischen Diaspora beteiligt.
Chefredakteur war von 1978 bis 1985 Wolodymyr Kubijowytsch (Herausgeber der Bände 1 und 2) und von 1985 bis 1999 Danylo Husar Struk (Herausgeber der Bände 3 bis 5).